# Sankt Olavs Kilde
Sankt Olavs Kilde är en tidigare offerkälla i 
Hornsherred på Själland i Danmark. Den är uppkallad efter Olof den helige som var kung i Norge från 1015 till 1028 och helgonförklarades år 1031. Källvattnet ansågs vara hälsobringande och platsen besöktes flitigt under medeltiden. 
Källan, som idag är uttorkad, ligger in en liten skog av lindar och är omgiven av stora stenar. Idag är källan omvandlad till en fyrkantig, två meter djup, brunn med raka sidor. Brunnen är inhägnad och täckt av ett järngaller och intill finns en gammal fattigbössa, som liksom källan är ett byggnadsminne.
Enligt sägnen bildades källan när kung Olaf satte båten på grund i Roskildefjorden när han mötte en trollpacka, som beklagade sig över hans framfart, och förvandlade henne till en sten.